# Rhampsinitus qachasneki
Rhampsinitus qachasneki is een hooiwagen uit de familie echte hooiwagens (Phalangiidae).